# 周美玲
周美玲（英語：Zero Chou，1969年7月24日—），生於台灣基隆市。1992年畢業於國立政治大學哲學系，曾經在《金馬日報》、有線電視臺擔任新聞記者，之後開始拍攝紀錄片，並轉作獨立製片電影，偶爾也拍攝電視偶像劇；以擅長拍攝紀錄片、同志題材電影聞名。周美玲是台灣「少見身兼製作人身份的女性編導」。
與攝影師劉芸后是一對公開的同志情侶，其電影作品總以兩人暱稱《a Zero+Hoho Film》標誌之。除電影外，也推動同志創作計畫《六城彩虹》，橫跨亞洲六個華人城市（台北、北京、成都、香港、新加坡、檳城）拍攝六部同志影片，以反映當代亞洲華人LGBT生命史。
2019年獲邀成為奧斯卡美國影藝學院會員。
2024年獲第三十屆法國Vesoul國際影展金環獎(與杜篤之共同榮獲Cyclo d'or d'honneur獎項)。
2025年獲西班牙Bilbao畢爾包ZINEGOAK國際同志影展榮譽獎。

## 電影作品
- 艷光四射歌舞團（劇情片，72分鐘）

由陳煜明主演一位既是道士也是異裝皇后的角色，主角因為不能忘情去世的男友，所以和異裝同伴替男友舉行一場幽默而亮麗的葬儀。
- 「溫哥華國際影展」龍虎獎競賽入圍
- 「德國曼海姆國際影展」入圍
- 「釜山國際影展」入選亞洲之窗單元
- 「倫敦國際影展」入圍「國際影評人費比西獎」
- 2004年「第41屆金馬獎」獲獎：「年度最佳台灣電影獎」、「最佳造形設計」、「最佳電影歌曲獎」。
- 「首爾CJ國際獨立製片影展」獲獎：「Audience Award」

- 刺青（劇情片，97分鐘）

由楊丞琳與梁洛施擔綱主演的女同志電影，以青少年文化為背景--由刺青的象徵、網路的世界，帶出一個女刺青師與視訊少女間的愛情故事。
- 獲2007年柏林影展「泰迪熊獎」最佳影片
- 獲2007年羅馬國際亞洲電影節最佳影片獎
- 入選香港國際電影節、義大利都靈國際影展、米蘭同志國際影展.....等等數十個國際影展

- 麥子不死（劇情短片，23分鐘）

金穗獎30週年紀念短片，本片由阿龐主演。
- 獲鹿特丹國際影展入圍Spectrum單元。

- 漂浪青春『原名：妹狗、水蓮與竹篙』（劇情片，97分鐘）

由趙逸嵐與房思瑜、陸弈靜、徐麗雯、王學仁主演的同志電影，這是一齣三段式的電影，第一段主角帶出第二段主人翁後，隨即淡出；第二段故事引出第三段主角後，也隨之隱退；三段故事既各自獨立，又關關貫連；三段故事，六個女／男同志，一條漂浪的「生命之流」。
- 獲2008年柏林影展入圍電影大觀（Panorama）單元
- 獲2008年西班牙畢爾包ZINEGOAK同志影展最佳女同志影片獎
- 第三十二屆香港國際電影節

- 花漾Ripples of Desire 性質：電影（劇情片，110分鐘）上映時間：2012年11月

- 獲選為2013年加拿大多倫多Reel Asia國際影展閉幕片
- 2013年日本福岡國際影展
- 電影原聲帶獲2013年金曲獎最佳跨界音樂獎

- 愛・殺Wrath of Desire『原名：愛情殺人紀事』（劇情片，118分鐘）上映時間：2021年3月19日

由陽靚、翁嘉薇、徐宇霆主演的電影。
- 獲第八屆拍台北電影劇本獎銅劇本獎
- 入選澳洲布里斯本同志影展
- 入選2020年愛沙尼亞塔林黑夜影展【Rebels With A Cause】競賽單元
- 入選大阪亞洲電影節Taiwan: Movies on the Move 2021 section單元
- 入圍台北電影獎最佳女主角、最佳女配角、最佳新人
- 獲台北電影獎最佳女主角獎(陽靚）

- 流麻溝十五號（劇情片,112分鐘）上映時間：2022年10月28日

由余佩真、連俞涵、徐麗雯主演的電影。全台票房破4000萬。
- 2023鹿特丹影展 Harbour國際競賽片
- 2023瑞士佛瑞堡影展 國際競賽片
- 2023全州國際電影節 Frontline單元

## 紀錄片作品
- 《走找布袋戲的老藝師 — 一代女頭手江賜美》（紀錄片，45分鐘）金穗獎佳作，地方文化紀錄影帶獎，新加坡國際影展
- 《飄泊的港灣-百年基隆港》（紀錄片，60分鐘）金穗獎佳作，地方文化紀錄影帶獎
- 《斷曲》（紀錄片，61分鐘）金穗獎，地方文化紀錄影帶獎
- 《師影》（紀錄片，50分鐘）地方文化紀錄影帶獎
- 《獵人頭祭的故事》（紀錄片，56分鐘）金穗獎，地方文化紀錄影帶獎
- 《雪山歷歷》（紀錄片，48分鐘）地方文化紀錄影帶獎
- 《流離島影》聯合製片計劃總製片（1999）（此為一拍片計畫，由十二組工作人員至台灣十二個離島拍攝十二支紀錄短片。[2]
- 《流離島影》電影影像書（創意總監）（2001）
- 《私角落》（紀錄片，周美玲、劉芸后導演，66分鐘）

紀錄「Corners」（角落）同志酒吧因不堪警察騷擾而關門之前之後的情況，全片以愛情的喃喃絮語貫穿，詩意盎然。
- 2002「台灣國際紀錄片雙年展」台灣獎評審團獎
- 2002「台北電影節」最佳紀錄片獎
- 2002「烏拉圭國際影展」
- 2003「INPUT國際公共電視年會」
- 2003「加拿大溫哥華國際影展」
- 2004「澳洲Mardi**Gras國際影展」
- 2004「倫敦同志影展」
- 2004「紐約同志影展」
- 2004「洛杉磯同志影展」等等

- 《極端寶島》（紀錄片，56分鐘）

以台灣四個極點－清水斷崖、台西、恆春、基隆的四個短篇故事集合而成的紀錄片，以小人物的生命出口暗喻島嶼的出口。
- 2002「金穗獎」最佳紀錄影帶獎
- 2002「台灣國際紀錄片雙年展」國際競賽類—評審團特別獎
- 2003「加拿大Hot Docs國際紀錄片影展」
- 2003「法國馬賽國際紀錄片影展」
- 2003「加拿大溫哥華國際影展」

- 《921‧傳說》（紀錄片，56分鐘）

以另類觀點紀錄921地震災區的兒童記憶，他們成長於地震歷史中，卻對地震毫無記憶，並以自己的需要塑造記憶。
- 《黑暗視界》（紀錄片，48分鐘）

以盲人小朋友為主角，單純的兒童觀點，卻充滿深刻的哲思，以及令人動容的真情。
- 南方影展「最佳紀錄片獎」
- 入圍NHK電視電影展「日本賞」
- 入選2006「INPUT國際公共電視影展」
- 獲獎「台灣國際紀錄片雙年展」台灣優等獎

- 《影武者》（紀錄片，52分鐘）

以電影武行新兵為主角，這些新兵懷抱電影夢，但成者成為明星，失意者成為傷兵，令人不勝唏噓。
- 入選香港華語國際記錄片電影節

## 編劇作品
- 《搏浪》

•  獲98年度優良電影劇本獎佳作獎
- 《愛在旭日升起時》

•  獲2013亞洲電視大獎最佳電視劇本獎
- 《愛情殺人紀事》

•  獲第八屆拍台北電影劇本獎銅劇本獎

## 電視電影作品
- 《身體影片》（劇情片，62分鐘）台北電影節入圍競賽
- 公視人生劇展   《搏浪》   共1集  (2009)導演、編劇

•  入選上海電視節白玉蘭獎
- 中天／中視《回魂》(2016)導演、編劇
- 公視／網路平台《偽婚男女》(2017)導演、編劇之一
- 公視／網路平台《替身》(2017)導演、編劇

•  入選澳洲Mardi Gras國際影展
•  入選緬甸仰光同志影展
- 緯來《天使薇薇》(2018)導演
- 緯來《天涯小逃犯》(2018)導演、編劇
- 中天《阿青，回家了》(2018)導演、編劇

•  第四十屆金穗獎閉幕片
- 中視《握三下，我愛你》(2019)導演、編劇

•  第四十一屆金穗獎閉幕片

## 電視連續劇作品
- 公視電視劇   《死神少女》 20集 (2010)監製、導演、編劇
- 大愛電視長情劇展   《回頭看見愛》  (2012)、《愛主的心願》  (2012)、《媽媽的真心畫》  (2014)、《不能沒有妳》  (2014)導演
- 台視／TVBS 《哇！陳怡君》（2015）導演之一
- 中視／中天《失去你的那一天》15集（2015）導演、編劇 : 由王傳一、李千娜、陳奕、劉瑞琪主演的電視偶像劇，講述罕見疾病的命運侵襲下，人性、愛情與親情的糾葛，並導入安樂死的議題。
- 入圍金鐘獎最佳男女主角、男女配角四大項
- 獲金鐘獎最佳女配角獎（劉瑞琪拿下最佳女配角獎）
- 三立《Q18量子預言》8集（2024）導演、編劇、出品人

## 舞台劇作品
- 2018故事工廠《偽婚男女》編劇、與黃致凱共同導演

## 外部連結
- 周美玲在香港影庫上的簡介
- 台灣電影網 周美玲 （页面存档备份，存于）